# 独立广场 (吉隆坡)

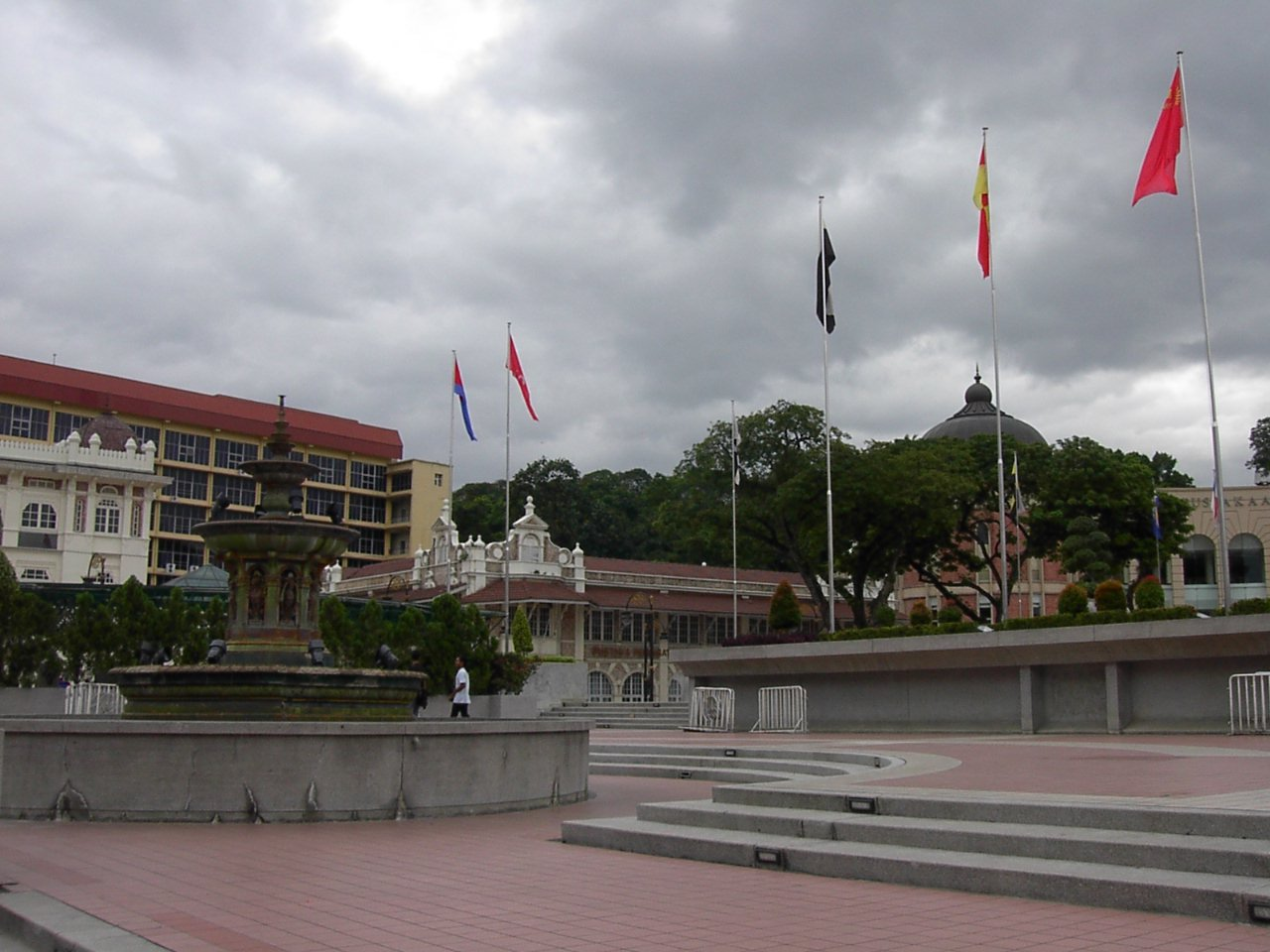
独立广场

独立广场位于马来西亚吉隆坡的苏丹阿都沙末大厦前。

## 歷史
1957年8月30日午夜，英国国旗在此降下，马来西亚国旗首次升起。广场的南端有一个95米高的旗杆，在世界上最高的旗杆之一。此后，每年8月31日的马来西亚国庆日游行在此举行。
独立广场原名雪兰莪俱乐部草场（Selangor Club Padang），为板球场地。
在2007年8月31日午夜，时任马来西亚首相阿都拉·巴达威喊出“独立！”，成千上万的马来西亚人庆祝建国50周年。
广场周围是许多历史价值的建筑物。苏丹阿都沙末大厦俯瞰独立广场，是由英国建造的最显著的地标之一。设计灵感来自印度的莫卧儿建筑，完成于1897年，雪兰莪州秘书处设此，后来改为最高法院。荒废多年后，现在为遗产，文化和艺术部所在地。此外还有都铎式风格的雪兰莪皇家俱乐部、国立历史博物馆（原渣打银行大厦）和纪念图书馆，圣公会圣玛利亚座堂，一座一百多年历史的哥特式建筑，吉隆坡火车总站等。